# Asura percurrens
Asura percurrens är en fjärilsart som beskrevs av George Francis Hampson 1914. Asura percurrens ingår i släktet Asura och familjen björnspinnare. Inga underarter finns listade i Catalogue of Life.